# Kiricephalus tortus
Kiricephalus tortus is een kreeftachtigensoort uit de familie van de Porocephalidae. De wetenschappelijke naam van de soort is voor het eerst geldig gepubliceerd in 1898 door Shipley.